# VV Ratum
VV Ratum was een Nederlandse voetbalclub uit Ratum. De club werd midden in de oorlog op 1 juli 1943 opgericht. In het najaar van 1999 werden er gesprekken gevoerd tussen drie Winterswijkse voetbalverenigingen, namelijk Spcl Kotten, VV Ratum en SV Fortuna Winterswijk om te komen tot een fusie. Deze gesprekken leidden na een eerste intentieverklaring tot een fusie in december 1999.
Op 30 januari 2001 stemden de leden van de drie verenigingen op afzonderlijke ledenvergaderingen in met een fusie. Een jaar later (6 januari 2002) werd de eerste nieuwjaarsreceptie georganiseerd, op deze receptie werden de clubkleuren en de naam van de nieuwe voetbalvereniging gekozen. De clubkleur werd blauw en de nieuwe naam werd FC Trias.

## Historie
Nadat eerdere pogingen om in Huppel, Henxel en Ratum levensvatbare voetbalclubs te stichten mislukten, werd op 1 juli 1943 de VV Ratum opgericht. Direct vanaf het begin speelde Ratum in de competitie van de Gelderse Voetbal Bond (GVB). Ratum speelde in de clubkleuren blauw-zwart.
De club speelde in eerste instantie op een stuk grond van de familie Kersjes. Dit stuk grond was door de vereniging zelf geschikt gemaakt voor voetbal. Toen dit veld toch niet geschikt genoeg werd bevonden, werd uitgeweken naar een grasland bij Willink achter de steengroeve Winterswijk. Omkleden gebeurde in het verenigingsgebouw Emma, waarna men per fiets de tocht maakte naar het terrein Willink.
In 1954 werd deze accommodatie verlaten en verhuisde Ratum naar uitspanning ’t Lappenschaar te Henxel. VV Ratum kreeg door deze verhuizing ook meer leden uit Henxel en Huppel.
Tot het opheffen van de vereniging in 2002 bleef zij spelen op de accommodatie 't Lappenschaar.

## Resultaten amateurvoetbal 1997–2002
| 9 4C |

| 11 4C |

| 5 5C |

| 9 5C |

| 11 5C |

| 3 6E |

| Vierde klasse | Vijfde klasse |
| Zesde klasse  |               |